# کارل لارک-هورووینز

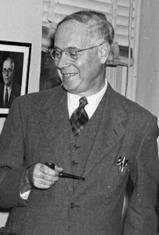
نگارهٔ کارل لارک-هورووینز / ۱۹۴۷

 کارل لارک-هورووینز (انگلیسی: Karl Lark-Horovitz؛ زاده ۱۸۹۲ درگذشته ۱۹۵۸) فیزیک‌دان بود.